# Sierra El Carmen
Sierra El Carmen är en bergskedja i Mexiko.   Den ligger i delstaten Coahuila, i den norra delen av landet, 1 100 km norr om huvudstaden Mexico City.